# Lacino
Lacino war ein kroatisches Volumenmaß für Getreide.
- 1 Lacino = 1/12 Stajo[Anmerkung 1]= 6,943 Liter[1]
- 1 Lacino = 1/12 Stajo = 8,326 Liter

Die Maßkette war:
- 1 Stajo = 2 Mezzini = 12 Lacini = 99,91 Liter